# Зимний чемпионат России по плаванию 2001
Зимний чемпионат России по плаванию 2001 прошёл с 26 февраля по 1 марта в Нижнем Новгороде в бассейне «Полёт» (25 м.).

## Призёры

### Мужчины

#### 50 м, вольный стиль
Вячеслав Аминов — 22,98

 Владислав Куликов — 23,02

 Владимир Кирсанов — 23,14

#### 100 м, вольный стиль
Леонид Хохлов — 49,30

 Денис Пиманков — 49,57

 Владислав Аминов — 50,12

#### 200 м, вольный стиль
Степан Ганзей — 1.49,61

 Денис Родкин — 1.51,07

 Сергей Лавренов — 1.51,45

#### 400 м, вольный стиль
Алексей Филипец — 3.49,91

 Степан Ганзей — 3.52,17

 Евгений Безрученко — 3.52,56

#### 800 м, вольный стиль
Алексей Филипец — 7.57,64

 Алексей Буценин — 7.59,51

 Евгений Безрученко — 8.00,55

#### 1500 м, вольный стиль
Алексей Филипец — 15.15,67

 Юрий Прилуков — 15.19,47

 Антон Саначев — 15.28,04

#### 50 м на спине
Сергей Остапчук — 24,78

 Евгений Алешин — 25,66

 Владимир Сельков — 26,06

#### 100 м на спине
Сергей Остапчук — 53,86

 Евгений Алешин — 54,54

 Владимир Сельков — 55,82

#### 200 м на спине
Сергей Остапчук — 1.55,86

 Евгений Алешин — 1.57,47

 Кирилл Мишенин — 2.01,78

#### 50 м, брасс
Арсений Маляров — 27,50

 Сергей Герасимов — 28,32

 Андрей Перминов — 28,56

#### 100 м, брасс
Арсений Маляров — 59,53

 Сергей Герасимов — 1.00,92

 Дмитрий Коморников — 1.01,37

#### 200 м, брасс
Арсений Маляров — 2.11,27

 Сергей Герасимов — 2.11,44

 Дмитрий Коморников — 2.11,63

#### 50 м, баттерфляй
Игорь Марченко — 24,28

 Владислав Куликов — 24,29

 Анатолий Поляков — 24,4

#### 100 м, баттерфляй
Игорь Марченко — 53,28

 Анатолий Поляков — 53,54

 Александр Здолбитский — 54,15

#### 200 м, баттерфляй
Анатолий Поляков — 1.56,47

 Дмитрий Томилов — 2.01,03

 Илья Скрыдлов — 2.01,29

#### 100 м, комплексное плавание
Роман Ивановский — 57,00

 Артём Слуднов — 57,40

 Игорь Смирнов — 57,74

#### 200 м, комплексное плавание
Дмитрий Горюнов — 2.03,83

 Игорь Смирнов — 2.04,05

 Дмитрий Томилов — 2.04,44

#### 400 м, комплексное плавание
Алексей Ковригин — 4.20,15

 Алексей Веременников — 4.22,81

 Дмитрий Томилов — 4.25,76

#### Эстафета 4 × 100 м, вольный стиль
Санкт-Петербург (Марченко, Кит, Шабалин, Хохлов) — 3.23,88

 Москва 3.24,05

 Омская область — 3.26,04

#### Эстафета 4 × 200 м, вольный стиль
Москва 7.22,43

 Волгоград 7.23,19

 Омск 7.32,99

#### Комбинированная эстафета 4 × 100 м
Москва (Комаров, Маляров, Куликов, Коршунов) — 3.40,37

 Омская область — 3.40,62

 Санкт-Петербург 3.42,34

### Женщины

#### 50 м, вольный стиль
Екатерина Кибало — 25,26

 Марина Чепуркова — 25,71

 Инна Яицкая — 25,89

#### 100 м, вольный стиль
Екатерина Кибало — 55,40

 Марина Чепуркова — 55,80

 Надежда Чемезова — 56,20

#### 200 м, вольный стиль
Надежда Чемезова — 1.59,47

 Екатерина Насырова — 2.02,62

 Наталья Шалагина — 2.03,53

#### 400 м, вольный стиль
Надежда Чемезова — 4.08,87

 Ирина Уфимцева — 4.08,88

 Ирина Коровина — 4.15,43

#### 800 м, вольный стиль
Ирина Уфимцева — 8.30,28

 Ирина Коровина — 8.43,26

 Александра Маланина — 8.46,17

#### 1500 м, вольный стиль
Ирина Уфимцева — 16.19,15

 Александра Маланина — 16.45,22

 Екатерина Селиверстова — 17.00,24

#### 50 м на спине
Станислава Комарова — 29,41

 Екатерина Кибало — 29,69

 Ярослава Фролкина — 30,13

#### 100 м на спине
Станислава Комарова — 1.02,72

 Ярослава Фролкина — 1.03,77

 Мария Погодина — 1.04,22

#### 200 м на спине
Станислава Комарова — 2.14,21

 Ирина Раевская — 2.14,26

 Екатерина Лопарева — 2.15,12

#### 50 м, брасс
Елена Богомазова — 32,01

 Екатерина Кормачева — 32,21

 Евгения Алехина — 32,84

#### 100 м, брасс
Елена Богомазова — 1.08,67

 Ольга Бакалдина — 1,10,15

 Елена Кокурина — 1.10,42

#### 200 м, брасс
Елена Богомазова — 02:26,39

 Ольга Бакалдина — 02:26,81

 Евгения Алехина — 02:30,83

#### 50 м, баттерфляй
Наталья Сутягина — 27,15

 Екатерина Виноградова — 27,51

 Ирина Беспалова — 27,89

#### 100 м, баттерфляй
Наталья Сутягина — 59,01

 Екатерина Виноградова — 59,73

 Ирина Беспалова — 1.00,77

#### 200 м, баттерфляй
Екатерина Виноградова — 2.11,16

 Наталья Сутягина — 2.13,15

 Ирина Беспалова — 2.13,73

#### 100 м, комплексное плавание
Оксана Веревка — 1.02,66

 Татьяна Литовченко — 1.03,93

 Ольга Богословенко — 1.05,08

#### 200 м, комплексное плавание
Яна Толкачева — 2.21,35

 Татьяна Быстрова — 2.21,59

 Оксана Старцева — 2.21,91

#### 400 м, комплексное плавание
Оксана Веревка — 4.49,16

 Яна Толкачева — 4.50,25

 Татьяна Быстрова — 4.56,24

#### Эстафета 4 × 200 м, вольный стиль
Свердловская область (Шалагина, Мингаждиева, Насырова, Чемезова) — 8.16,03

 Волгоградская область — 8.20,58 

 Москва — 8.21,81

#### Комбинированная эстафета 4 × 100 м
Москва (Комарова, Кормачева, Виноградова, Чепуркова) — 4.08,96

 Волгоградская область — 4.13,16 

 Санкт-Петербург — 4.13,55